# Temple (Oklahoma)
Temple – miasto w Stanach Zjednoczonych, w stanie Oklahoma, w hrabstwie Cotton.